# FM Box
FM Box fue una radio en línea de Chile es una radio digital y diario electrónico dirigido a jóvenes y adolescentes, de 12 a 24 años, de los estratos ABC1 y C2, con sede en Santiago de Chile. A comienzos de 2018 fue la última transmisión de la radio.

## Historia
Inició sus transmisiones el 18 de noviembre de 2002, bajo el nombre de Radio Zeta, el cual se mantuvo durante su marcha blanca. Pocos meses más tarde cambió su nombre por el de FM Box.
Fue creada por Maximiliano Valdés Cristi y Pablo González Rogers. Su principal crecimiento se dio a partir de 2004, cuando su audiencia empieza a crecer explosivamente debido a una fuerte estrategia de marketing y presencia en terreno en colegios del sector oriente de la ciudad de Santiago. Es así como entre los años 2006 y 2008 estableció un acuerdo que lo convirtió en medio colaborador de las fiestas de Radio 40 Principales.
En agosto de 2010 sus creadores deciden vender FM Box y sus empresas relacionadas con una nueva organización, Box Media Comunicaciones Limitada. Sus operaciones son traspasadas a esta nueva razón social, en la cual también forman parte los socios fundadores. Sin embargo, en julio de 2011, Maximiliano Valdés, fundador original del medio y quien hasta ese momento se desempeñaba como director creativo, anunció su retiro para dedicarse a proyectos personales.
El diario electrónico y la radio funcionaron como unidades independientes. La primera operaba desde Chile y estaba enfocada exclusivamente en los contenidos del portal electrónico, mientras que la segunda funciona bajo licencia administrada desde el extranjero. 
La última emisión de FM Box fue a comienzos de 2018.

## Línea musical
La radio se caracterizaba por la rotación de una lista de éxitos (también llamada Top 40) a lo largo de toda su programación diaria, de géneros tan diversos como el pop, rock, electrónica, dance, reguetón y pachanga. A eso se suma una parrilla musical de canciones de años anteriores y que se han convertido en clásicos.
Además, en las noches la radio solía tocar música bailable. De domingo a jueves se emite Hot Mix, mientras que los fines de semana un grupo de disc jockeys mezclan un bailable en vivo llamado Club Box durante ocho horas consecutivas.

## Principales voces
Por el equipo de FM Box pasaron voces como Max Valdés, Daniela Aliste, Rocío Novoa, Felipe Anabalon, Sebastián Escobar (La Diva), Pamela Hernández, Patricio Angulo, Nicolás Roa, Emmanuel Omar Velasco, Pablo González Carcey, Sebastián Bennett, Andrés Ortega, Florencia Suau, Carolina Mujica, Trinidad Sáinz, Javiera Eguiguren, Isidora del Valle, Marla Barrientos, Camila Errázuriz, Benjamín Gremler, Luis Ortega, César Venegas, Alfredo Mella, Julio Rojas, entre otros.

## Programación
- FM Box AM (lunes a viernes de 10:00 a 12:00)
- Zona Box (lunes a viernes de 15:00 a 17:00)
- FM Box PM (lunes a viernes de 17:00 a 19:00)
- Hot Mix (domingo a jueves de 22:00 a 06:00)
- Club Box, con Cristóbal Sepúlveda y Jorge Robles (viernes y sábados de 22:00 a 06:00)
- MX Dance, con Francisco Salazar (sábados de 21:00 a 22:00)

## Micro programas
- Boxclusive
- Dato Altoque
- Game Box
- FM Box Alerta